# Provincia de Casim
Casim (árabe: القصيم, āl-Qaṣī, AFI:ælqɑˈsˁiːm) es una de las regiones de Arabia Saudita situada en el centro del país. Tiene una superficie de 58 046 kilómetros cuadrados y una población de 1 215 858 habitantes (2010). Su capital es la ciudad de Buraidá (بريدة). 

## Ciudades
- Buraidá es uno de los centros productivos más importantes de dátiles a nivel mundial. Cada año (en septiembre) se celebra una gran ceremonia por la llegada de la “temporada del dátil”, en la cual mucha gente llega de los países del GCC para comprar su requerimiento anual de este fruto. Cuenta también con el mercado más grande en el mundo de camellos.
- Unaizah
- Ar Rass
- Al-bukariyah
- Albadaya